# Cudowne lata
Cudowne lata (ang. The Wonder Years) – amerykański serial telewizyjny emitowany przez American Broadcasting Company (ABC) w latach 1988–1993; serial liczył 115 odcinków (6 sezonów).
Serial ukazuje życie typowej amerykańskiej rodziny w latach 1968–1973 z punktu widzenia dorastającego Kevina.
Narratorem serialu (głos dorosłego Kevina) jest aktor Daniel Stern, bardziej znany z filmów Kevin sam w domu i Kevin sam w Nowym Jorku, w których grał Marva, jednego ze złodziei. W czołówce dźwiękowej serialu słychać fragment utworu „With a Little Help from My Friends” w wykonaniu Joe Cockera.
W Polsce od 1990 r. do połowy lat 90. serial emitowała TVP2, powtórzyła go w latach 1997–1998, w 2002 emitowała go Telewizja Puls, a w 2007 roku Polsat (tylko pierwsze 17 odcinków). W czerwcu 2008 emisję serialu rozpoczęła stacja TV4 i ją już zakończyła. Od maja 2010 serial emitowała telewizja Comedy Central Family (pasmo dzielone z VH1 Polska, serial był emitowany, ze względu na koszt praw autorskich, z częściowo zamienioną ścieżką muzyczną zamiast oryginalnych wykonań). Później serial emitowany był na kanale TVP Seriale. Od maja 2019 r. do 31 stycznia 2020 był emitowany na kanale Paramount Channel HD.

## Obsada
- Fred Savage jako Kevin Arnold
- Danica McKellar  jako Gwendolyn „Winnie” Cooper
- Josh Saviano jako Paul Pfeiffer
- Dan Lauria jako Jack Arnold
- Alley Mills jako Norma Arnold
- Olivia d’Abo jako Karen Arnold
- Jason Hervey jako Wayne Arnold
- Robert Picardo jako Ed Cutlip (1988-1991)
- Juliette Lewis jako Delores (1989-1990)
- David Huddleston jako dziadek Albert Arnold (1990-1992)
- Julie Payne jako pani Falcinella (1990-1992)
- David Schwimmer jako Michael (1991-1992)
- Paula Marshall jako Bonnie Douglas (1992-1993)
- Giovanni Ribisi jako Jeff Billings (1992-1993)
- Daniel Stern jako narrator

W epizodach wystąpili m.in.: John Corbett, Jonathan Brandis, James Caviezel, Alicia Silverstone.